# Xya atra
Xya atra är en insektsart som beskrevs av Günther, K.K. 1995. Xya atra ingår i släktet Xya och familjen Tridactylidae. Inga underarter finns listade i Catalogue of Life.